# Sommer-Universiade 2019/Teilnehmer (Schweiz)
| Gelbes Symbol für Goldmedaillen mit stilisierten Olympischen Ringen | Graues Symbol für Silbermedaillen mit stilisierten Olympischen Ringen | Braundes Symbol für Bronzemedaillen mit stilisierten Olympischen Ringen |
| ------------------------------------------------------------------- | --------------------------------------------------------------------- | ----------------------------------------------------------------------- |
| 2                                                                   | 1                                                                     | 1                                                                       |

Die Schweiz nahm an der Sommer-Universiade 2019 in Neapel, Italien, teil, die vom 3. bis 14. Juli 2019 stattfand. Das Land gewann zwei Goldmedaillen, eine Silbermedaille und eine Bronzemedaille, alle in der Leichtathletik.

## Medaillenspiegel

### Medaillen nach Sport
| Medaillen nach Sport | Medaillen nach Sport | Medaillen nach Sport | Medaillen nach Sport | Medaillen nach Sport |
| -------------------- | -------------------- | -------------------- | -------------------- | -------------------- |
| Leichtathletik       | 2                    | 1                    | 1                    | 4                    |
| Gesamt               | 2                    | 1                    | 1                    | 4                    |

### Medaillengewinner
| Medaille | Name                                                                        | Sport          | Wettbewerb                         | Datum    |
| -------- | --------------------------------------------------------------------------- | -------------- | ---------------------------------- | -------- |
| Gold     | Jonas Raess                                                                 | Leichtathletik | 5000 Meter Männer                  | 13. Juli |
| Gold     | Salomé Kora, Sarah Atcho, Ajla Del Ponte, Samantha Dagry, Riccarda Dietsche | Leichtathletik | 4-mal-100-Meter-Staffel der Frauen | 13. Juli |
| Silber   | Ajla Del Ponte                                                              | Leichtathletik | 100 Meter Frauen                   | 9. Juli  |
| Bronze   | Caroline Agnou                                                              | Leichtathletik | Siebenkampf der Frauen             | 12. Juli |